# سارا ناکایاما
سارا ناکایاما (انگلیسی: Sara Nakayama; ۲۹ ژانویهٔ ۱۹۷۴ – ) صداپیشه اهل ژاپن بود.